# Profondeur d'un module
En algèbre commutative, la profondeur d'un module sur un anneau commutatif anneau {\displaystyle A} est un concept qui intervient notamment dans la définition d'un anneau de Cohen-Macaulay :  ce dernier est caractérisé par le fait que pour tout idéal premier {\displaystyle P} de {\displaystyle A}, l'anneau local {\displaystyle A_{P}} est de profondeur (en tant que {\displaystyle A_{P}}-module) égale à sa dimension de Krull,  au sens des définitions données ci-dessous. 

## Définitions
Soit {\displaystyle M} un module sur un anneau commutatif {\displaystyle A}. Un élément {\displaystyle a} de {\displaystyle A} est dit {\displaystyle M}-régulier si le seul vecteur {\displaystyle x} de {\displaystyle M} tel que {\displaystyle ax=0} est le vecteur nul. Les éléments {\displaystyle A}-réguliers sont donc exactement les éléments réguliers {\displaystyle A} (éléments non diviseurs de 0).
Une suite {\displaystyle (a_{1},\ldots ,a_{n})} d'éléments de {\displaystyle A} est une une suite {\displaystyle M}-régulière si pour tout {\displaystyle i<n}, l'élément {\displaystyle a_{i}} est régulier pour le module {\displaystyle M/(a_{1}M+\dots +a_{i-1}M)}.
Lorsque {\displaystyle A} est un anneau noethérien, {\displaystyle M} est de type fini et {\displaystyle I} est un idéal de {\displaystyle A} tel que {\displaystyle IM\neq M} , le plus grand entier {\displaystyle n} tel qu'il existe une suite {\displaystyle M}-régulière d'éléments appartenant à {\displaystyle I} est appelé la {\displaystyle I}-profondeur de {\displaystyle M}. Si de plus {\displaystyle A} est local d'idéal maximal {\displaystyle m}, la {\displaystyle m}-profondeur de {\displaystyle M} est simplement appelée la profondeur de {\displaystyle M}.
Un anneau noethérien {\displaystyle M} est un anneau de Cohen-Macaulay si pour tout idéal premier {\displaystyle P} de {\displaystyle A}, l'anneau local {\displaystyle A_{P}} est de profondeur (en tant que {\displaystyle A_{P}}-module) égale à sa dimension de Krull.

## Exemples
1. Tout anneau local régulier est un anneau de Cohen-Macaulay.
2. Soit {\displaystyle A} le localisé de {\displaystyle \mathbb {C} [x,y]/(xy,y^{2})} en l'idéal maximal engendré par {\displaystyle x,y}. C'est un anneau de dimension 1, mais de profondeur nulle car tout élément de son idéal maximal est diviseur de 0.

## Propriétés
Soient {\displaystyle A}, {\displaystyle B} des anneaux locaux noethériens, soit {\displaystyle A\to B} un morphisme plat et {\displaystyle M} un {\displaystyle A}-module de type fini. Alors
{\displaystyle \mathrm {prof} _{B}(M\otimes _{A}B)=\mathrm {prof} _{A}(M)+\mathrm {prof} _{B\otimes _{A}k}(M\otimes _{A}k)},
où {\displaystyle k} est le corps résiduel de {\displaystyle A}
.